# Bathers Beach
Bathers Beach är en strand i Australien. Den ligger i kommunen Fremantle och delstaten Western Australia, omkring 16 kilometer sydväst om delstatshuvudstaden Perth.
Runt Bathers Beach är det tätbefolkat, med 383 invånare per kvadratkilometer. Genomsnittlig årsnederbörd är 1 018 millimeter. Den regnigaste månaden är maj, med i genomsnitt 176 mm nederbörd, och den torraste är februari, med 9 mm nederbörd.